# Congreso de los Diputados del Pueblo de la Unión Soviética
El Congreso de los Diputados del Pueblo de la Unión Soviética (del ruso: Съезд народных депутатов СССР, Syezd naródnyj deputátov SSSR) fue el máximo órgano de autoridad del Estado en la Unión Soviética de 1989 a 1991. Fue creado como parte de las reformas de Gorbachov, a través de una enmienda de 1988 a la Constitución de la Unión Soviética de 1977.

## Contexto
El 1 de julio de 1988, el cuarto y último día de la XIX Conferencia del Partido Comunista de la Unión Soviética (PCUS), Gorbachov se ganó el respaldo de los delegados para su propuesta de última hora de crear un nuevo cuerpo legislativo supremo llamado Congreso de los Diputados del Pueblo de la Unión Soviética. Frustrado por la resistencia de la vieja guardia a sus intentos de liberalización, Gorbachov cambió de rumbo y se embarcó en una serie de cambios constitucionales para tratar de separar el partido y el estado, y así aislar a sus oponentes conservadores. Las propuestas detalladas para el nuevo Congreso de los Diputados del Pueblo de la Unión Soviética se publicaron para consulta pública el 2 de octubre de 1988 y para permitir la creación de la nueva legislatura, el Sóviet Supremo, durante su período de sesiones del 29 de noviembre al 1 de diciembre de 1988, implementó las enmiendas a la Constitución soviética de 1977, promulgó una ley de reforma electoral y fijó la fecha de las elecciones para el 26 de marzo de 1989.

## Composición
El Congreso consistía de 2250 diputados elegidos de tres maneras diferentes:
- 750 diputados fueron elegidos según el sistema usado en las elecciones del Sóviet de la Unión durante 1936 y 1989.
- 750 diputados fueron elegidos según al sistema usado en las elecciones del Sóviet de las Nacionalidades durante 1936 y 1989.
- 750 diputados estaban en representación de órganos públicos, como el PCUS, el Komsomol y los sindicatos. La ley electoral asignaría un número fijo de puestos para las organizaciones, por ejemplo, 100 para el Partido Comunista y 100 para el Komsomol – y las organizaciones designarían a diputados para esos puestos.

El Congreso se reunía dos veces al año y luego elegiría al Sóviet Supremo de la URSS, que constaba de un número menor de diputados. El Sóviet Supremo serviría entonces como legislatura permanente, decidiendo todos los problemas más importantes, como enmiendas a la Constitución de la Unión Soviética que se quedaron sin acabar.

## Proceso electoral

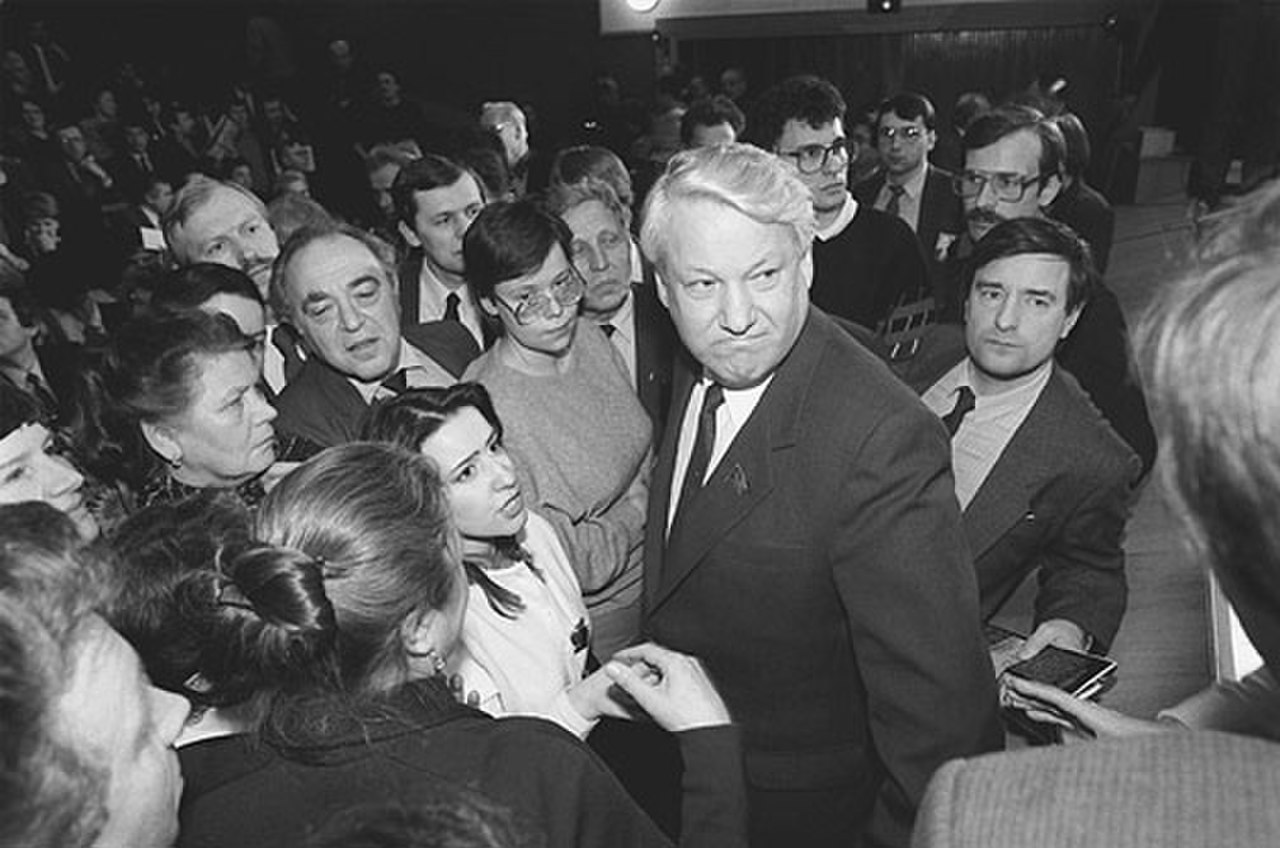
MOSCÚ. En 1989, en el distrito electoral territorial nº 13 de Moscú, distrito de Kuntsevsky, el primer subdirector del Gosstroi es elegido candidato al Congreso de los Diputados del Pueblo en la asamblea preelectoral del distrito para la nominación de candidatos al Congreso de los Diputados del Pueblo. Foto: Boris Yeltsin concede una entrevista durante un descanso de la reunión.

La nominación de candidatos para el Congreso de Diputados del Pueblo de la URSS (CDP), de un mes de duración, duró hasta el 24 de enero de 1989. Durante el mes siguiente, la selección entre los 7.531 distritos nominados tuvo lugar en reuniones organizadas por comisiones electorales a nivel de circunscripción. El 7 de marzo, se publicó una lista final de 5.074 candidatos (uno en 399 distritos, dos en 953 distritos y tres o más en 163 distritos); aproximadamente el 85% de ellos eran miembros del gobernante Partido Comunista de la Unión Soviética (PCUS) y el 17% eran mujeres.
En las dos semanas previas a las elecciones de los 1.500 distritos, se llevaron a cabo elecciones para cubrir 750 escaños reservados de organizaciones públicas, disputadas por 880 candidatos. De estos escaños, 100 fueron asignados al PCUS, 100 al Consejo Central de los Sindicatos de toda la Unión, 75 a la Unión de la Juventud Comunista (Komsomol), 75 al Comité de Mujeres Soviéticas, 75 a la Organización de Veteranos de Guerra y Trabajo, y 325 a otras organizaciones como la Academia de Ciencias. El proceso de selección se completó finalmente en abril.
En las elecciones generales del 26 de marzo, la participación de los votantes fue del 89,8%. Con esta votación, se cubrieron 1.958, incluidos 1.225 escaños de distrito, de los 2.250 escaños del CDP. En las contiendas distritales se celebraron elecciones de segunda vuelta en 76 distritos los días 2 y 9 de abril y se organizaron nuevas elecciones el 20 de abril y del 14 al 23 de mayo en los 199 distritos restantes en los que no se alcanzó la mayoría absoluta requerida.

## Sesiones del Congreso
En marzo de 1989, tuvieron lugar las únicas elecciones al Congreso. La diferencia fundamental entre las elecciones anteriores y las actuales fue su carácter competitivo. En lugar de un único candidato del PCUS para ocupar un escaño, se permitió que se presentaran varios candidatos de distintas tendencias. Una variedad de posiciones políticas, desde comunistas a independientes, estuvo representada en el nuevo Congreso, produciéndose intensos debates entre diputados con diferentes puntos de vista. A raíz del intento de golpe de Estado, del 19 de agosto de 1991, el Congreso se autodisolvió el 5 de septiembre de 1991, entregando sus poderes al Sóviet Supremo de la Unión Soviética y al recién creado Consejo de Estado de la Unión Soviética, que dejó de existir el 26 de diciembre de 1991 debido a la propia disolución de la Unión Soviética.

## Congreso de los Diputados del Pueblo de la RSFS de Rusia
Durante el mismo periodo, una estructura similar de dos niveles, con el Congreso de los Diputados del Pueblo reuniéndose dos veces al año y el Sóviet Supremo reuniéndose todo el año, se creó en la República Socialista Federativa Soviética de Rusia. Las reuniones del Congreso tenían lugar en la Casa Blanca. Existió hasta que fue disuelto por el presidente Borís Yeltsin, en el transcurso de la crisis constitucional rusa de 1993. Ningún otro Congreso de este tipo fue creado en el resto de las repúblicas de la URSS en el mismo período.